# Premier arbitrage de Vienne

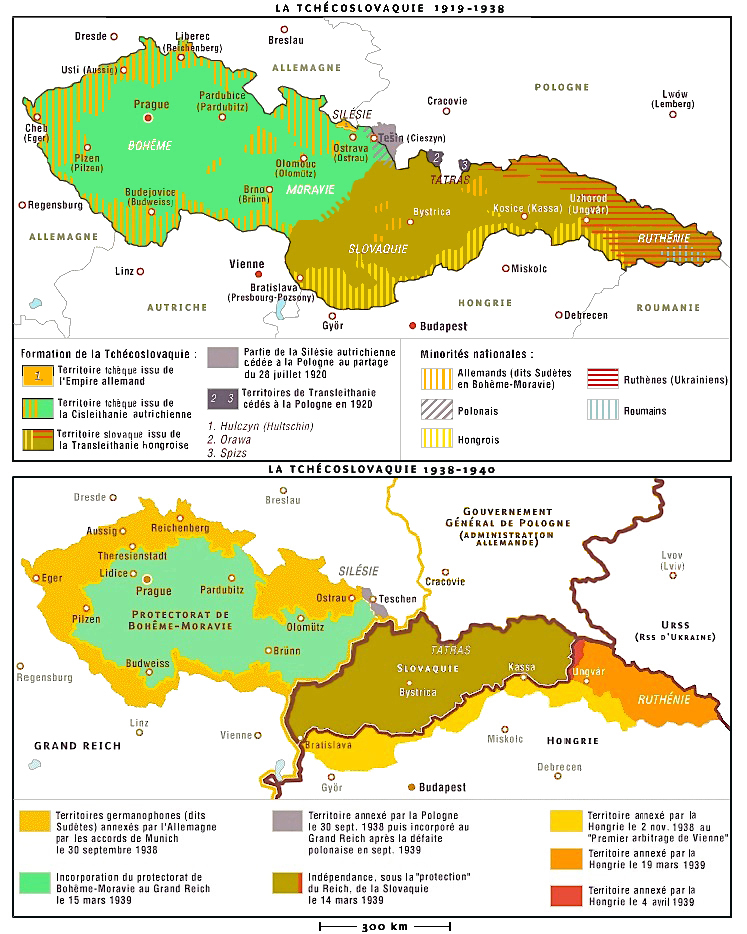
Formation et démantèlement de la première république tchécoslovaque après le premier arbitrage de Vienne.

Le premier arbitrage de Vienne fait référence à l’annexion le 2 novembre 1938 par la Hongrie dirigée par le régent Horthy, de la lisière méridionale de la Slovaquie appelée aussi « Haute-Hongrie » et d'une partie de la Ruthénie subcarpathique où vivait la minorité hongroise de la Tchécoslovaquie. La Hongrie revendiquait ces territoires depuis le traité de Trianon (signé en 1920 en application du 10e des 14 points du président américain Wilson) : elle arguait que le droit des peuples à disposer d'eux-mêmes avait été injustement appliqué, puisque le traité avait permis la réunion des Tchèques, Slovaques et Ruthènes en une grande Tchécoslovaquie, alors que la réduction de la « Grande Hongrie » laissait un quart des Hongrois hors des nouvelles frontières hongroises.
L’Allemagne nazie et l’Italie fasciste souhaitèrent des négociations bilatérales entre Hongrois et Tchécoslovaques qui eurent lieu fin octobre et début novembre 1938 au palais du Belvédère à Vienne et qui échouèrent : Berlin et Rome finirent donc par imposer leur arbitrage aboutissant au démantèlement de la Tchécoslovaquie, remettant ainsi en cause le traité de Trianon et faisant suite aux accords de Munich du 30 septembre 1938.
En mars 1939, lorsque la Tchécoslovaquie est dissoute, la Hongrie occupe le reste de la Ruthénie subcarpathique et reconnaît la nouvelle Slovaquie, État satellite de l'Allemagne. Mais un litige territorial sur la nouvelle frontière hungaro-slovaque dégénère en un bref conflit armé (connu sous le nom de Petite Guerre) au terme duquel la Hongrie annexe, en plus des territoires déjà récupérés, la lisière orientale de la Slovaquie.